# ناحیه سورمالو
ناحیه سرمه‌لو (روسی: Сурмали́нскій уѣ́здъ؛ ترکی آذربایجانی: سورمه‌لی قضاسی؛ ارمنی: Սուրմալուի գավառ) یک منطقهٔ مسکونی در امپراتوری روسیه بود که در فرمانداری ایروان واقع شده بود. سرمه‌لو از نام شهر قدیم ارمنی «سورماری» به معنی «مریم مقدس» مشتق شده بود. به عنوان یکی از از عواقب جنگ ایران و روس (۱۸۲۶–۱۸۲۸) به مفاد عهدنامه ترکمنچای، خانات ایروان به امپراتوری روسیه ملحق شد. ناحیه سرمه‌لو ۸۹٬۰۵۵ نفر جمعیت دارد.